# Vladimir Gardine
Vladimir Rostislavovitch Gardine (en russe : Владимир Ростиславович Гардин) est un acteur, réalisateur, scénariste et monteur soviétique né le 18 janvier 1877 à Tver (Empire russe) et mort le 29 mai 1965 à Léningrad (Union soviétique).

## Biographie
Né à Tver dans la famille d'un officier, Vladimir Gardine sort diplômé du Second corps de cadets de Moscou en 1894. Il fait ses études à l'école militaire de Kiev, puis effectue son service militaire en 1896-1897. Démobilisé il travaille dans un centre des finances publiques. À cette époque il rejoint une troupe de théâtre amateur de Roslavl. Il est ensuite engagé dans la troupe Slavianski (1898). Il travaillera dans les théâtres de Riga, Iekaterinbourg, Perm, Odessa, Bender, Iouzovka, Kichinev, Dniepropetrovsk, Grodno (troupe Nikonov), Tsaritsyne (troupe Efimov), Taganrog (troupe Forcatti), à Tiflis (1902-1904). De 1904 à 1906, il est acteur au théâtre Vera Kommissarjevskaïa de Saint-Pétersbourg, en 1907 — acteur au théâtre Novovassilievski de Saint-Pétersbourg dirigé par Nikolaï Popov. En 1907, il fonde sa propre troupe à Zelenogorsk, où il adapte les pièces interdites par la censure. En 1908, il dirige une troupe russe à Paris. En 1909-1912, il se produit sur les scènes théâtrales de Voronej, Tsaritsyne, Saratov. En 1912, il joue le rôle de Fedia Protassov dans l'adaptation de Cadavre vivant de Léon Tolstoï au Théâtre Korch.
En 1913, il signe un contrat avec la compagnie de Paul Timan fondé sur la base des studios Pathé de Moscou qui lance la « Série d'Or du cinéma russe ». Gardine s'y illustre comme cinéaste et acteur. Le premier film de cette série La Clé du bonheur (1913) qu'il réalise avec Yakov Protazanov connaît un grand succès commercial et sera ensuite perdu. Il réalise ensuite des adaptations de grands classiques de la littérature russe comme Anna Karénine, La Sonate à Kreutzer, Nid de gentilhomme, Vavotchka, Les jours de notre vie, Fantômes, mais aussi des scénarios originaux comme Le Masque de la mort. En 1915, Timan apprend que Khanjonkov a commencé le tournage de Guerre et Paix ; il se donne pour objectif d'adapter le roman le premier et en charge Gardine et Protazanov. Ce sera leur dernière production chez Timan. Ensuite, les deux réalisateurs tentent de fonder leur propre studio, mais cette entreprise se solde par un échec. Gardine s'associe alors avec l'entrepreneur Vladimir Venguerov. Entre 1915 et 1917, ils réalisent plus de trente films dont plusieurs adaptations des pièces d'Arkady Avertchenko. En 1917, Gardine devient réalisateur du studio Neptune spécialisé dans la production de mélodrames mystiques, souvent avec Gregori Chmara dans le rôle principal.
À partir de 1918, il enseigne à l'Institut national de la cinématographie et en 1918-1919, y dirige le département de la réalisation et de la photographie. En 1920, il dirige les ateliers cinématographiques du Narkompros.
En 1922-1924, il est l'un des fondateurs et réalisateur des studios VUFKU à Odessa. En 1924, commence sa carrière aux studios Lenfilm et Belarusfilm. Dans les années 1920, il réalise une cinquantaine de films.
Après le triomphe du cinéma sonore, il abandonne la réalisation. Il continue néanmoins à travailler comme acteur. Il sera le premier à être distingué artiste du peuple de la RSFSR (1935) et Artiste du peuple de l'URSS (1947).
Vladimir Gardine est enterré au cimetière Bogoslovskoïe de Léningrad (aujourd'hui Saint-Pétersbourg).

## Filmographie

### Comme acteur
- 1913 : Les Clefs du bonheur (Klioutch tchastia)
- 1914 : Dvorianskoïe gnezdo
- 1915 : Guerre et Paix : Napoléon
- 1919 : Smeltchak
- 1923 : Slesar i kantsler ou Le Serrurier et le Chancelier
- 1930 : Heureux Kent : le chef de la police
- 1930 : Les Villes et les Années (Goroda i gody) d'Ievgueni Tcherviakov : le propriétaire de l'usine
- 1931 : Le Sang de la terre : le professeur Garine
- 1932 : Le Cœur de Salomon : le chef du sovkhoze
- 1932 : Le Tireur : le colonel
- 1932 : Contre-plan (Встречный, Vstrechny) de Fridrikh Ermler et Sergueï Ioutkevitch : Babtchenko
- 1933 : La Maison de l'envie : Porfir Goloviev
- 1933 : Vingt-six commissaires du peuple
- 1934 : La Chanson du bonheur
- 1934 : Annenkovchina : le général Janin
- 1934 : Merveille : Pouchkine
- 1935 : Les Paysans : Anissime
- 1935 : Guibel sensatsii : Jack Riple, son frère
- 1936 : Doubrovski (Дубровский) d'Alexandre Ivanovski : le prince Vereïski
- 1936 : J'aime (Я люблю) de Leonid Loukov : propriétaire
- 1937 : Pougatchov : le secrétaire du Sénat
- 1937 : La Jeunesse du poète (Юность поэта) d'Abram Naroditski : Mayer, le précepteur
- 1937 : Le Concert de Beethoven : le professeur Malévitch
- 1937 : Le Rossignol (Solovey) : Pan Wasziemirski
- 1938 : Les Ennemis
- 1938 : Pierre II : le prince Pierre Tolstoï
- 1938 : L'Année 1912
- 1939 : Stepan Razine (Степан Разин) d'Ivan Pravov et Olga Preobrajenskaïa : Kivrine
- 1939 : L'Homme à l'étui (Tchelovek v foutliare) d'Isidore Annenski : Mikhaïl Vassilieitch
- 1940 : La Débacle de Youdenitch (Разгром Юденича) de Pavel Petrov-Bytov
- 1941 : Anton Ivanovitch se fâche (Антон Иванович сердится) d'Alexandre Ivanovski : Jean-Sébastien Bach
- 1947 : La Soliste du ballet (Солистка балета) d'Alexandre Ivanovski : Loubomirski
- 1950 : Mission secrète (Секретная миссия) de Mikhaïl Romm : Dillan
- 1950 : Les Lumières de Bakou (Огни Баку)

### Comme réalisateur
- 1913 : Les Clefs du bonheur (Ключи счастья) coréalisé avec Yakov Protazanov
- 1914 : La Sonate à Kreutzer (Крейцерова Соната)
- 1914 : Anna Karénine (Анна Каренина)
- 1914 : Les Jours de notre vie (Дни нашей жизни)
- 1915 : Fantômes (Привидения )
- 1915 : Un nid de gentilshommes (Дворянское гнездо)
- 1915 : Les Bas-fonds de Saint-Pétersbourg (Петербургские трущебы), coréalisé avec Iakov Protazanov
- 1915 : Guerre et Paix (Война и мир)
- 1915 : Les Millions de Privalov (ru) (Приваловские миллионы)
- 1916 : La Demoiselle-paysanne (ru) (Барышня-крестьянка)
- 1916 : La Pensée (ru) (Мысль)
- 1919 : Le Talon de fer (ru) (Железная пята)
- 1921 : La Faucille et le Marteau (Серп и молот)
- 1923 : Slesar i kantsler ou Le Serrurier et le Chancelier
- 1923 : Un spectre hante l'Europe (Призрак бродит по Европе)
- 1924 : Quatre et cinq (Четыре и пять )
- 1924 : La Maison de Goloubins (ru) (Особняк Голубиных)
- 1924 : Ostap Bandoura (ru) (Остап Бандура)
- 1925 : La Réserve d'or (en) (Золотой запас)
- 1925 : La Croix et le Mauser (ru) (Крест и маузер)
- 1925 : Les Noces de l'ours (Медвежья свадьба)
- 1927 : Kastus Kalinowski (ru) (Кастусь Калиновский)
- 1927 : Le Poète et le Tsar (Поэт и царь )

### Comme scénariste
- 1914 : La Sonate à Kreutzer
- 1914 : Anna Karénine
- 1915 : Fantômes (Prividenia)
- 1915 : Les Bas-fonds de Saint-Pétersbourg (Peterburgskiye trushchobi) de Iakov Protazanov et lui-même
- 1915 : Guerre et Paix
- 1916 : Mysl
- 1919 : Le cinquième vœu
- 1923 : Le Serrurier et le chancelier (Slesar i kantsler)
- 1927 : Le Poète et le Tsar

### Comme monteur
- 1919 : Pour le Drapeau rouge